# Adrian Smith
Adrian Smith   (Hackney, 27 de febrer de 1957) és un dels tres guitarristes al grup britànic de Heavy Metal Iron Maiden.

## Inicis
Mentre estava al col·legi, Adrian va travar amistat amb Dave Murray, i es va unir a la banda de Dave Urchin com a vocalista principal. Durant aquest temps, Adrian va aconseguir la seva primera guitarra en comprar-ne una de Murray. Dave va deixar "Urchin" per unir-se al grup d'un altre amic, Steve Harris amb Iron Maiden. Smith va continuar al capdavant d'"Urchin" fins que es va unir a Maiden en els últims mesos de 1980 per a l'àlbum Killers (que sortiria el 1981), reemplaçant a Dennis Stratton.

## Iron Maiden
Les primeres cançons d'Adrian compostes per a Maiden apareixen a l'àlbum de 1982 The Number of the Beast, i es convertiria en el segon compositor de la banda a partir de llavors. El so d'ambdues guitarres principals d'Adrian Smith i Dave Murray va ajudar a forjar el so característic d'Iron Maiden fins al seu abandonament en 1990. Probablement la marxa d'Adrian va poder ser causada perquè no li agradava la direcció que estava prenent la banda: després de l'àlbum experimental Somewhere in Time i Seventh Son of a Seventh Son, Steve Harris va decidir reprendre una via de heavy metal més tradicional, més semblant als seus primers discs, el que hauria generat una disparitat de criteris que va portar a Smith a abandonar el grup en aquell moment.

## ASAP, Psycho Motel, Bruce Dickinson i el retorn a Iron Maiden
Smith se'n va anar d'Iron Maiden i va formar el grup ASAP (Adrian Smith and Project), amb la que va llançar el disc Silver and Gold el 1989; en aquest disc va gravar, a més de la majoria de les guitarres, la veu, mostrant la seva faceta de vocalista com ja ho feia a Urchin. Passat un temps va formar un altre grup anomenat Psycho Motel amb el que va gravar dos discs, State of Mind de 1996 i Welcome to the World de 1997. Més endavant va tocar la guitarra a diversos discs en solitari de Bruce Dickinson, Accident of Birth de 1997 i The Chemical Wedding en 1998, a més del directe Scream for Me Brazil. El 1999 Adrian va tornar a Iron Maiden per a la gira "Ed Hunter" que promocionava un videojoc del mateix nom basat en la mascota d'Iron Maiden, Eddie the Head. Abans d'unir-se a l'esmentada gira, Adrian va fer prometre a Steve Harris que amb la seva tornada no li trauria el lloc a Janick Gers (que havia entrat per substituir-lo). Steve Harris va acceptar i per això les dues guitarres que va tenir a tots els seus àlbums Iron Maiden es van convertir en tres a partir del disc Brave New World.
Adrian encara roman a Iron Maiden des de llavors.

## Discografia

### Iron Maiden
- Killers (1981)
- The Number of the Beast (1982)
- Piece of Mind (1983)
- Powerslave (1984)
- Live After Death (1985)
- Somewhere in Time (1986)

- Seventh Son of a Seventh Son (1988)
- Brave New World (2000)
- Rock in Rio (2001)
- Dance of Death (2003)
- Death on the Road (2005)
- A Matter of Life and Death  (2006)

### Bruce Dickinson
- Accident of Birth (1997)
- The Chemical Wedding (1998)
- Scream for Me Brazil (1999)

### Psycho Motel
- State of Mind (1996)
- Welcome to the World (1997)

### A.S.A.P.
- Silver and Gold (1989)